# 결박된 프로메테우스

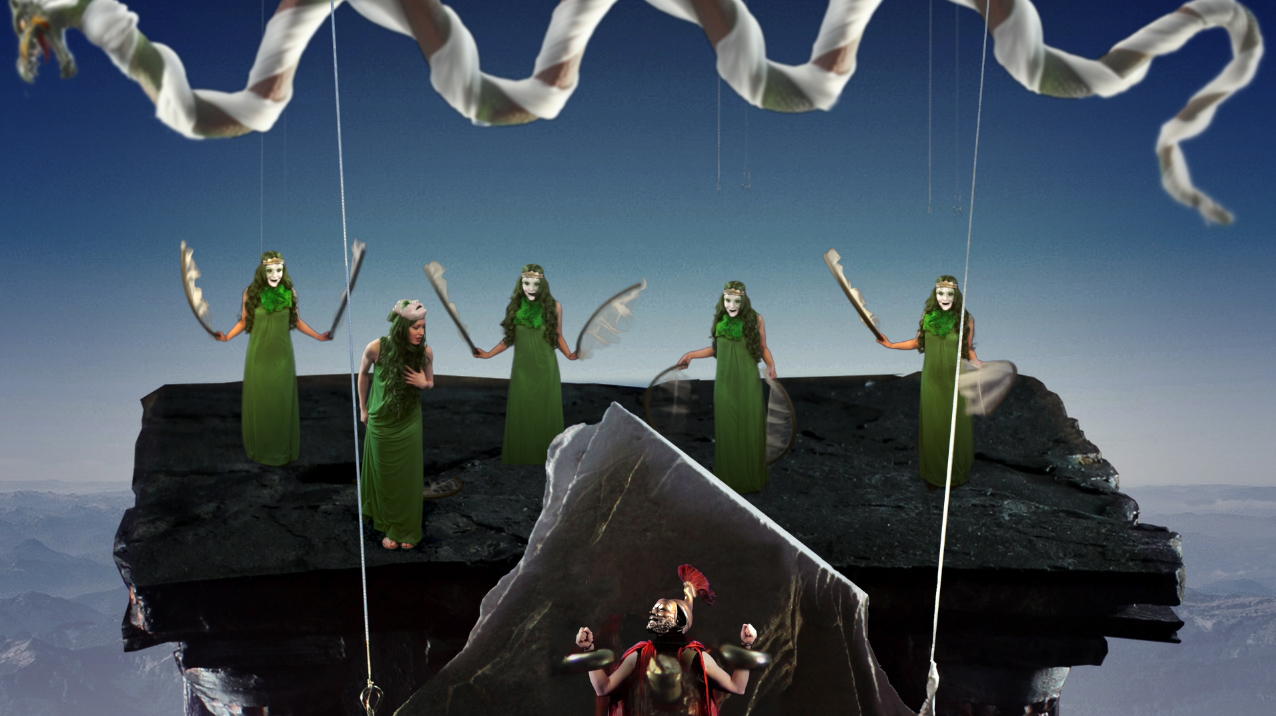

《결박된 프로메테우스》는 프로메테우스 신에 관한 고대 그리스 작가 아이스킬로스의 비극 작품이다. 그리스 비극은 3부작으로 공연되기 때문에, 이야기 줄거리상 첫편에 해당한다. “풀려난 프로메테우스”, “불을 옮기는 프로메테우스”의 2편이 이어질 것을 추정할 수 있다. 그러나 이들 2편은 사라져 버렸으며, 현대까지 전해지지 않는다. 이 작품은 아이킬로스 사후에 다른 작가가 완성했거나 썼다고 추정하는 이들도 있다. 상연 연대도 불분명하며, 기원전 478년 이전에 상연되었다는 설과 만년의 기원전 460년설이 있다.

## 이야기의 시작
신화에서 프로메테우스는 흙 속에 인류의 씨가 숨어 있다는 것을 알고 흙을 강물에 반죽해 인간을 창조한 인물이다. 또한 그는 제우스가 감추어 둔 불을 훔쳐 인간들에게 가져다준 장본인이다. 그러므로 그는 인간이 불을 통해 원시 세계에서 문명 세계로 이행하는 데 결정적인 역할을 한 인물이다.
제우스는 인간들이 문명에 이르는 데 없어서는 안 될 불을 숨겨 버렸다. 그러나 프로메테우스는 올리브 가지를 꺾어 태양 마차에 가까이 다가가 이글거리는 불길에 나뭇가지를 내밀어 불을 붙였고, 땅에 내려와 이 불씨를 인간들에게 전해 주었다. 제우스는 화가 났지만 불을 도로 빼앗아 올 수는 없었기에, 자신의 명을 거역하고 인간에게 불을 가져다준 프로메테우스를 처벌했다. 그는 헤파이스토스와 시종들에게 프로메테우스를 스키타이의 황량한 벌판으로 끌고 가서 깎아지른 절벽의 바위에 쇠사슬로 묶어 놓으라고 명하고, 매일 독수리 한 마리를 보내 프로메테우스의 간을 쪼아 먹게 했다. 헤파이스토스는 아버지 제우스의 명령을 마지못해 집행했다. 프로메테우스는 자기와는 동족이자 같은 항렬에 속하는 신의 후예요 자신의 증조부인 우라노스의 자손이었기 때문이다. 이 지점에서 아이스킬로스의 ＜사슬에 묶인 프로메테우스＞가 시작된다.

## 독재와 자유의 영원한 대립
이 작품의 선행 신화에 드러나고 있듯이, 프로메테우스는 인류의 창조자이며, 인간들이 불을 통해 문명의 시대를 열게 했던 장본인이다. 또한 그는 인간을 사랑하는 마음 때문에 제우스의 명을 거역하고 독재에 항거했던 인물이다. 그리하여 그는 수많은 예술 작품에서 불굴의 의지로 기존의 권력과 독재에 항거하면서 자유를 수호하고 인류의 존엄성을 부각시키는 인물로 형상화되고 있다. 프로메테우스는 불굴의 의지와 용기의 표상이다.
반면, 모든 권력을 한 손에 쥐고 휘두르는 막강한 독재자로 군림하는 제우스에게는 합의에 기반을 둔 정당한 법조차도 무용지물이다. 제우스는 모든 것을 마음대로 하는 독재자다. 정의와 불의는 그의 뜻에 따르는가, 아닌가에 의해 결정되는 것이지 행위의 정당성과 부당성에 따라 결정되는 것이 아니다. 제우스에게는 자신에게 복종하는 것과 인간을 벌하는 것이 정의다. 그러나 프로메테우스에게는 인간을 사랑하는 것이 정의다. 이 작품은 권력을 휘두르는 제우스를 영웅으로 제시하는 것이 아니라, 권력에 대항해 고통을 자초한 프로메테우스를 영웅으로 제시한다. 즉 고통을 당하게 되리라는 것을 알면서도 기존의 권력에 대항하고 약자인 인간의 편을 드는 인물을 주인공으로 제시하고 있는 것이다.
신화에서 이 둘은 헤라클레스의 출현을 통해 마침내 화해하는 것으로 처리되고 있다. 그러나 이 둘의 화해는 피상적이며, 마지못해 하는 것이다. 진정한 화해가 이루어지지 않았다는 말이다. 제우스에게 구현된 독재와 프로메테우스로 대변되는 자유는 영원히 대립하는 성질의 것이다. ＜사슬에 묶인 프로메테우스＞는 독재와 자유의 영원한 대립을 그리고 있다.

## 등장인물
- 프로메테우스
- 크라토스와 비아
- 헤파이스토스
- 헤르메스
- 이오
- 코러스 - 바다의 요정들(오케아노스의 딸들)로 구성

## 무대
- 카우카수스의 외떨어진 돌산

## 구성
- 서막 (1-127):
- 입장곡 (128-192):
- 제1막 (193-396):
- 제1합창 (397-435):
- 제2막 (436-525):
- 제2합창 (526-561):
- 독창 (562-608):
- 제3막 (609-886):
- 제3합창 (887-906):
- 제4막 (907-1039):
- 종막 (1040-1094):